# Paral·lel 50° nord
El paral·lel 50° nord és un cercle de latitud que és de 50 graus nord de l'Equador de la Terra. Travessa Europa, Àsia, l'oceà Pacífic, Amèrica del Nord, i l'oceà Atlàntic.

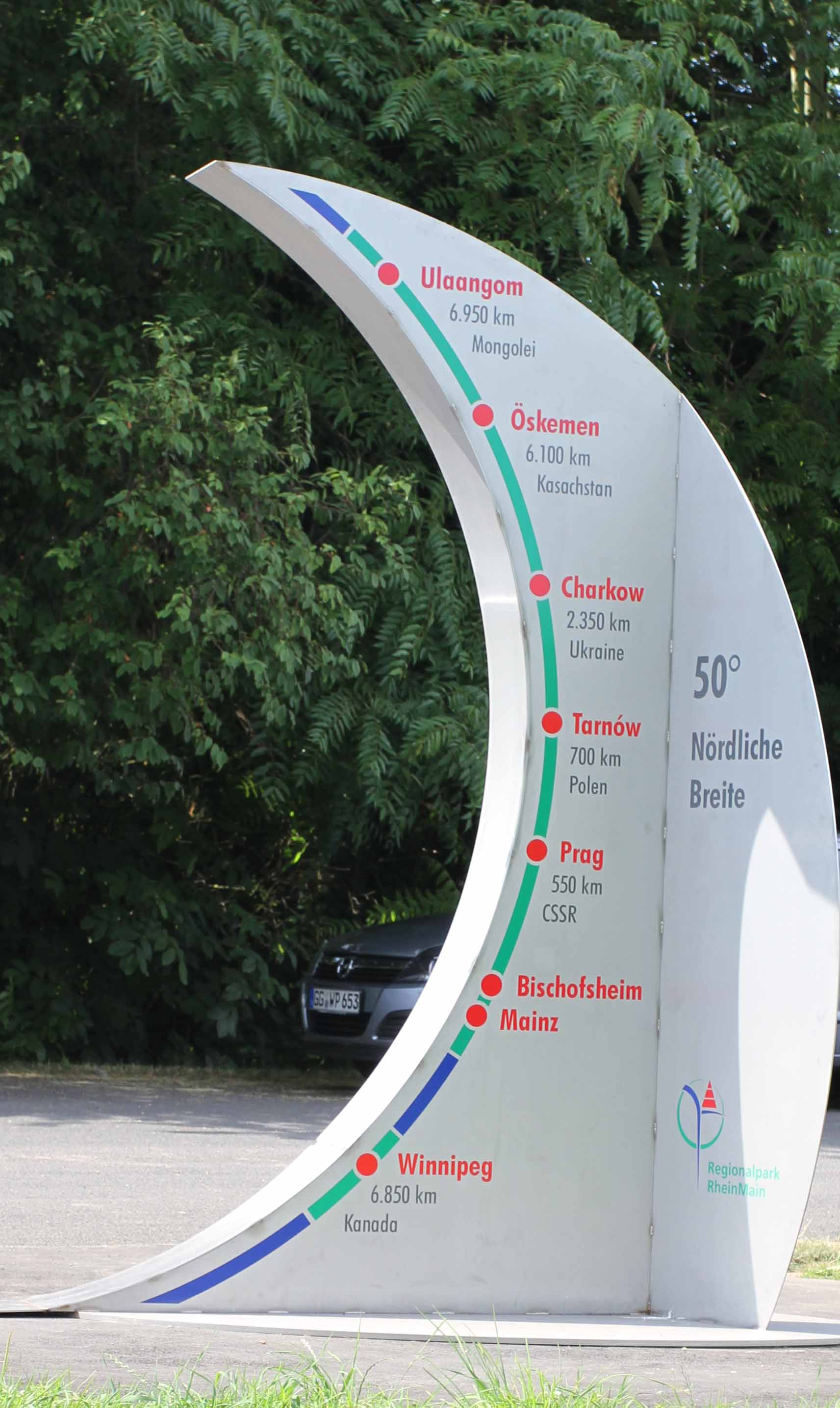
Estela geodèsica del paral·lel 50° nord

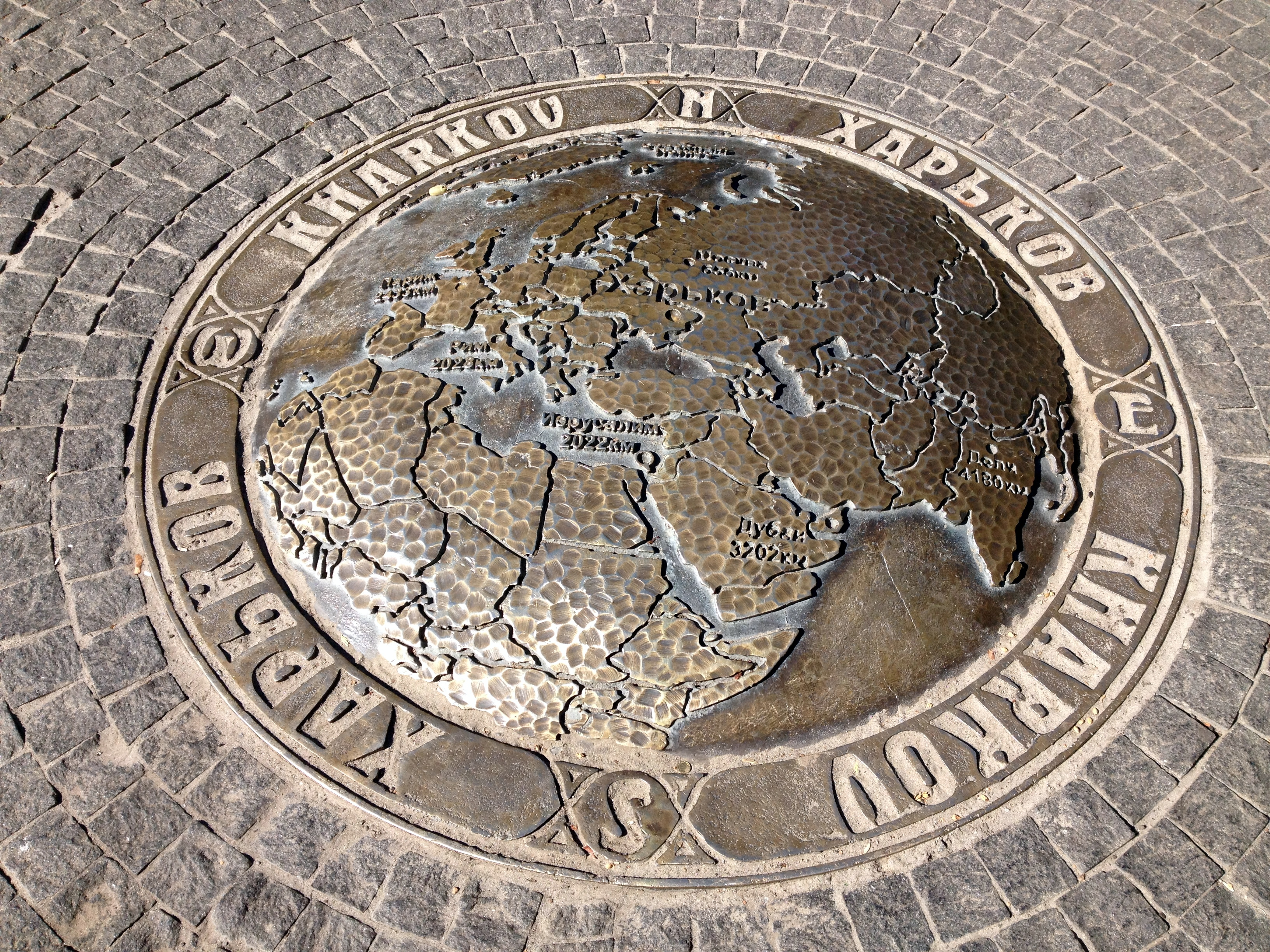
Memorial del paral·lel 50° nord a Khàrkiv, Ucraïna

Es troba a 5.556 km de l'Equador i a 4.444 km del pol Nord. En aquesta latitud el sol és visible durant 16 hores, 26 minuts durant el solstici d'estiu i 8 hores, 4 minuts durant el solstici d'hivern.

## Al voltant del món
A partir del Meridià de Greenwich i cap a l'est, el paral·lel 50° nord passa per: 
| Coordenades                               | País. Territori o mar        | Notes |
| ----------------------------------------- | ---------------------------- | --- |
| 50° 0′ N, 0° 0′ E / 50.000°N,0.000°E      | Canal de la Mànega           | |
| 50° 0′ N, 1° 15′ E / 50.000°N,1.250°E     | França                       | Alta Normandia - per uns 20 km Picardia - passant just al nord d'Amiens Nord-Pas-de-Calais - per uns 13 km |
| 50° 0′ N, 4° 10′ E / 50.000°N,4.167°E     | Bèlgica                      | Valònia |
| 50° 0′ N, 4° 40′ E / 50.000°N,4.667°E     | França                       | Xampanya-Ardenes - per uns 10 km |
| 50° 0′ N, 4° 49′ E / 50.000°N,4.817°E     | Bèlgica                      | Valònia |
| 50° 0′ N, 5° 49′ E / 50.000°N,5.817°E     | Luxemburg                    | Districte de Diekirch |
| 50° 0′ N, 6° 9′ E / 50.000°N,6.150°E      | Alemanya                     | Renània-Palatinat Hessen Renània-Palatinat - passa a través del centre de Mainz Hessen - passa just al sud de Frankfurt, travessant una pista de l'aeroport internacional FRA i passa just al sud del transmissor de senyals DCF77 Baviera - passant just al nord de Bayreuth                                                          |
| 50° 0′ N, 12° 26′ E / 50.000°N,12.433°E   | Txèquia                      | Passa travessant parts del sud de Praga |
| 50° 0′ N, 17° 49′ E / 50.000°N,17.817°E   | Polònia                      | per uns 11 km |
| 50° 0′ N, 17° 58′ E / 50.000°N,17.967°E   | Txèquia                      | per uns 10 km |
| 50° 0′ N, 18° 7′ E / 50.000°N,18.117°E    | Polònia                      | Passa a través dels districtes meridionals de Kraków (al Meridià 20 a l'est) Passa través dels districtes meridionals de Tarnów (al Meridià 21 a l'est) Passa través dels districtes meridionals de Rzeszów (al Meridià 22 a l'est) |
| 50° 0′ N, 23° 10′ E / 50.000°N,23.167°E   | Ucraïna                      | Província de Lviv - passant just al nord de Lviv Província de Ternopil - passa a través de Pochaiv Província de Khmelnytskyi Província de Zhytomyr - passa a través de Andrushivka Província de Kíev Província de Txerkassi Província de Poltava - passa a través de Lubny Província de Khàrkiv - passa a través del centre de Khàrkiv |
| 50° 0′ N, 37° 57′ E / 50.000°N,37.950°E   | Rússia                       | Província de Belgorod - per uns 18 km |
| 50° 0′ N, 38° 12′ E / 50.000°N,38.200°E   | Ucraïna                      | Óblast de Luhansk - per uns 12 km |
| 50° 0′ N, 38° 22′ E / 50.000°N,38.367°E   | Rússia                       | Província de Belgorod Óblast de Vorónej - passant just al nord de Boguchar Óblast de Rostov Óblast de Volgograd - passa just al sud de Kamyshin |
| 50° 0′ N, 47° 15′ E / 50.000°N,47.250°E   | Kazakhstan                   | Província del Kazakhstan Occidental |
| 50° 0′ N, 48° 8′ E / 50.000°N,48.133°E    | Rússia                       | Óblast de Saràtov |
| 50° 0′ N, 48° 51′ E / 50.000°N,48.850°E   | Kazakhstan                   | Província del Kazakhstan Occidental Província d'Aktobé Província de Kostanai província de Kharagandí - passant just al nord de Karaganda Província del Kazakhstan Oriental - passant just al nord d'Oskemen |
| 50° 0′ N, 85° 2′ E / 50.000°N,85.033°E    | Rússia                       | República de l'Altai Tuva |
| 50° 0′ N, 89° 58′ E / 50.000°N,89.967°E   | Mongòlia                     | Passa a través de la punta meridional d'Uvs Nuur |
| 50° 0′ N, 95° 1′ E / 50.000°N,95.017°E    | Rússia                       | Tuva |
| 50° 0′ N, 95° 45′ E / 50.000°N,95.750°E   | Mongòlia                     | per uns 11 km |
| 50° 0′ N, 95° 55′ E / 50.000°N,95.917°E   | Rússia                       | Tuva - per uns 7 km |
| 50° 0′ N, 96° 2′ E / 50.000°N,96.033°E    | Mongòlia                     | per uns 11 km |
| 50° 0′ N, 96° 10′ E / 50.000°N,96.167°E   | Rússia                       | Tuva |
| 50° 0′ N, 97° 55′ E / 50.000°N,97.917°E   | Mongòlia                     | |
| 50° 0′ N, 107° 13′ E / 50.000°N,107.217°E | Rússia                       | Buriàtia - per uns 5 km |
| 50° 0′ N, 107° 18′ E / 50.000°N,107.300°E | Mongòlia                     | per uns 3 km |
| 50° 0′ N, 107° 20′ E / 50.000°N,107.333°E | Rússia                       | Buriàtia Krai de Zabaikàlie |
| 50° 0′ N, 113° 34′ E / 50.000°N,113.567°E | Mongòlia                     | |
| 50° 0′ N, 115° 12′ E / 50.000°N,115.200°E | Rússia                       | Krai de Zabaikàlie |
| 50° 0′ N, 116° 1′ E / 50.000°N,116.017°E  | Mongòlia                     | |
| 50° 0′ N, 116° 20′ E / 50.000°N,116.333°E | Rússia                       | Krai de Zabaikàlie |
| 50° 0′ N, 119° 6′ E / 50.000°N,119.100°E  | República Popular de la Xina | Mongòlia Interior Heilongjiang |
| 50° 0′ N, 127° 29′ E / 50.000°N,127.483°E | Rússia                       | Óblast de l'Amur krai de Khabàrovsk |
| 50° 0′ N, 140° 30′ E / 50.000°N,140.500°E | Estret de Tatària            | |
| 50° 0′ N, 142° 9′ E / 50.000°N,142.150°E  | Rússia                       | Óblast de Sakhalín - illa de Sakhalín |
| 50° 0′ N, 143° 59′ E / 50.000°N,143.983°E | mar d'Okhotsk                | |
| 50° 0′ N, 155° 23′ E / 50.000°N,155.383°E | Rússia                       | Óblast de Sakhalín - illa de Paramushir |
| 50° 0′ N, 155° 24′ E / 50.000°N,155.400°E | Oceà Pacífic                 | |
| 50° 0′ N, 127° 19′ O / 50.000°N,127.317°O | Canadà                       | Colúmbia Britànica - Illa de Vancouver (passa a través de Campbell River) i el continent Alberta - passa a través de Medicine Hat Saskatchewan Manitoba - passant just al nord de Winnipeg Ontario - passa a través del llac Nipigon Quebec                                                                                            |
| 50° 0′ N, 66° 54′ O / 50.000°N,66.900°O   | Golf de Sant Llorenç         | passant just al nord de l'Anticosti, Quebec, Canadà |
| 50° 0′ N, 57° 45′ O / 50.000°N,57.750°O   | Canadà                       | Terranova i Labrador - illa de Terranova |
| 50° 0′ N, 56° 46′ O / 50.000°N,56.767°O   | White Bay                    | |
| 50° 0′ N, 56° 21′ O / 50.000°N,56.350°O   | Canadà                       | Terranova i Labrador - illa de Terranova |
| 50° 0′ N, 55° 52′ O / 50.000°N,55.867°O   | Oceà Atlàntic                | Confusion Bay |
| 50° 0′ N, 55° 33′ O / 50.000°N,55.550°O   | Canadà                       | Terranova i Labrador - illa de Terranova |
| 50° 0′ N, 55° 31′ O / 50.000°N,55.517°O   | Oceà Atlàntic                | passant just al nord de les illes Scilly, Anglaterra, Regne Unit |
| 50° 0′ N, 5° 16′ O / 50.000°N,5.267°O     | Regne Unit                   | Anglaterra - Península de Lizard, Cornualla (Gran Bretanya), per uns 7 km |
| 50° 0′ N, 5° 10′ O / 50.000°N,5.167°O     | Canal de la Mànega           | |

## Illa de Sakhalín

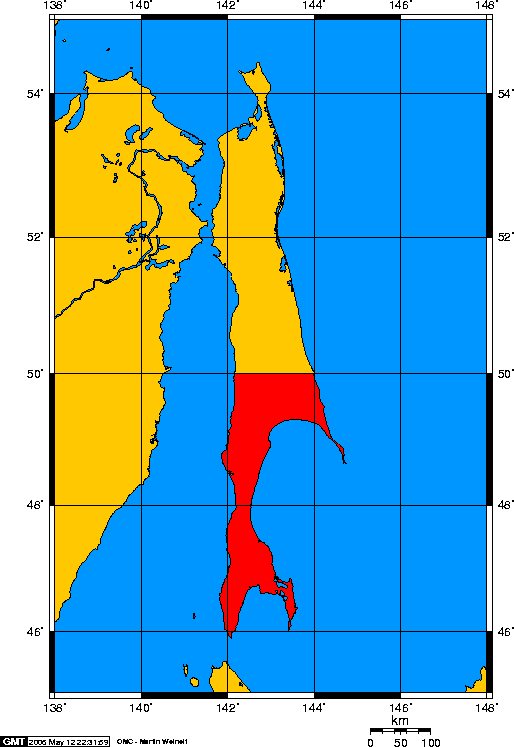
Illa de Sakhalín entre 1905 i 1945. L'àrea al sud del paral·lel 50° nord era sota control japonès

L'illa de Sakhalín ha estat històricament territori rus. Com a conseqüència del tractat de Portsmouth de 1905 que va posar fi a la guerra russojaponesa, la part de l'illa al sud de la línia del paral·lel 50° nord es va convertir en territori japonès, part de la prefectura de Karafuto. No obstant això, després del llarg mes de la Guerra Soviètico-Japonesa (1945) durant l'estiu de 1945, tota l'illa es va reunificar sota el control soviètic.